# Astrologi
 Denne artikel bør gennemlæses af en person med fagkendskab for at sikre den faglige korrekthed.

Astrologi (fra græsk: αστρολογία = άστρον, astron, "stjerne" + λόγος, logos, "lære") eller stjernetydning er læren om angivelige forbindelser mellem himmellegemer og Jorden, samt kunsten at spå om fremtidige hændelser og skæbner, baseret på stjernernes stilling.
Her indgår forskellige esoteriske og pseudovidenskabelige traditioner eller systemer, ifølge hvilke kendskab til himmellegemers, primært solen, månen og planeternes indbyrdes positioner og relative bevægelser kan bruges til at forklare menneskelige egenskaber, og til dels forudsige vigtige begivenheder i et menneskes liv. En udøver af astrologi kaldes en astrolog. 

## Traditionel astrologi
I Babylons storhedstid skelnede man ikke mellem videnskab og magi, spådomme og udregning af verdens første kendte kalender; den Babylonske kalender. De græske jonere antog den babylonske astronomi, men afviste astrologien. Først 300 år senere, efter Aleksander den Stores erobring, gjorde astrologien sit indtog i den græske verden. Det samme gentog sig ved Romerrigets sammenbrud. Middelalderens intellekt var tågelagt af fænomener som astrologi og alkymi; først ved oplysningstidens frembrud kom der gradvis orden i sagerne.  Noget har dog overlevet, som når vi bliver syge af "influenza"; ordet er italiensk for "indflydelse", og viser til den gang, man tænkte sig, at influenza og anden sygdom skyldtes stjernernes indflydelse. 
Kendte astronomer som Tycho Brahe  og Johannes Kepler  beskæftigede sig med at sætte horoskoper op.
Forskellen på den vesterlandske og indiske astrologi er groft sagt, at man i den vesterlandske følger præcessionen og dermed årstiderne (tropisk astrologi), medens man i den indiske orienterer sig efter fiksstjernerne (siderisk astrologi), således at tegnene, der i øvrigt har samme navne, ligger fast i forhold til fiksstjernekredsen. Desuden er zodiaken i den indiske astrologi inddelt i 27 såkaldte månehuse.
Kinesisk astrologi er baseret på en tolvårsrytme svarende til et omløb af planeten Jupiter. I den keltiske astrologi opereres med 13 tegn.

## Moderne vesterlandsk astrologi
I vore dage praktiseres astrologien stadig. De fleste danske ugeblade og magasiner bringer de meget populære stjernetegnshoroskoper. Ifølge professionelle astrologer er det dog kun individuelle horoskoper baseret på en persons fødested og fødselstidspunkt der kan tillægges værdi som kilde til selvindsigt og terapeutisk værktøj.
I lighed med astronomer benytter moderne astrologer data i form af astrologiske tabeller, såkaldte ephemerider, som indeholder informationer om himmellegemernes skiftende positioner.
Nogle astrologer er af den opfattelse at himmellegemernes indbyrdes positioner afspejler sider af et menneskets liv uden at determinere det. Denne opfattelse kaldes af de pågældende astrologer synkronicitet. Begrebet optræder hos Paracelsus og er siden benyttet af Jung.
Andre astrologer hævder derimod at sammenhængen mellem himmelske og jordiske hændelser er kausal. Et trivielt eksempel på at himmelske forhold styrer jordiske begivenheder er at vi går på arbejde om dagen, dvs. når Solen er over horisonten, og sover om natten, når den er under horisonten.
Der findes astrologer som forsøger at forklare astrologien ud fra videnskabelige principper, men for de fleste er astrologi en teknik som forener intuitive og analytiske fremgangsmåder.

## Kritik af astrologien
I marts 1958 blev 2.000 spædbørn, født den måned i London med kort tids mellemrum, udvalgt til at deltage i et videnskabeligt eksperiment. Forskerne fulgte dem de følgende 45 år, og kunne i 2003 oplyse, at forskningsresultaterne afkræftede enhver sammenhæng mellem fødselsøjeblik og videre liv. Man studerede 100 forskellige faktorer, indbefattet IQ, uddannelse, civilstand, angstniveau, aggressivitet og andre egenskaber, som astrologer hævder at kunne forudsige ud fra himmellegemernes stilling på fødselstidspunktet. Geoffrey Dean fra universitetet i Perth og hans team gennemgik yderligere 40 studier, der involverede spådomme fra 700 astrologer, og konkluderede, at astrologernes påstande svarede til resultater opnået ved ren gætning.
Hvis man opfatter astrologi som en nomotetisk videnskab, dvs. en disciplin der på baggrund af systematiserede iagttagelser opstiller generelle lovmæssigheder, er astrologiens påstande som andre videnskabelige teorier sårbare for kritik. De påstående sammenhænge mellem himmelske og jordiske begivenheder burde i givet fald kunne verificeres, eller for så vidt som de har karakter af konkrete forudsigelser, falsificeres.
De fleste videnskabsfolk anser i dag astrologi for pseudovidenskab. Talrige videnskabeligt udførte forsøg har ikke kunnet påvise nogen af de antagelige sammenhænge mellem himmelske og jordiske begivenheder. Troværdigheden af astrologien er yderligere undergravet ved, at stjernetegnene ikke eksisterer som fysiske ansamlinger af stjerner, men kun opleves således i kraft af et simpelt synsbedrag. Endvidere ødelægges troværdigheden ved, at de folkeligt stærkt benyttede "soltegn" (det stjernetegn, man mener, man er født i), ikke længere passer pga. jordaksens præcession. Mere generelt hviler astrologiens antagelser om at bestemte symbolske essenser (f.eks. karakteren af et stjernebillede) findes som virkelige fysiske fænomener ude i verden (makrokosmos) hvor de via skjulte korrespondenser påvirker det enkelte menneskes tilværelse (mikrokosmos), på antagelser der er typiske for vestlig okkult tradition siden antikken, og som i dag rubriceres som overtro. Det sidste er et relativistisk begreb, da der ikke kan være noget over naturen og derfor ikke noget egentlig overtroisk. Man kan derfor kun mene, at noget er overtro. Man kan ikke vide, om det er det.

## Astrologi og moderne videnskabsfilosofi
Astrologiens metoder hører som alle psykologiske tolkningsmodeller ind under begrebet åndsvidenskab og anses derfor i almindelighed som værende pseudovidenskabelige. De står i klar modsætning til almindelig videnskabelig forskning, da de ikke lever ikke op til kravene for anerkendt videnskabsteoretisk opstilling. Disse kræver ifølge kritisk rationalisme mulighed for falsifikation. De hører ind under begrebet tro i form af antagelser, der af mangel på falsificerbarhed hverken kan be- eller afkræftes. De har således intet empirisk grundlag for at komme i betragtning som en egentlig videnskabelig teori.
Man kan ifølge den kritiske rationalismes filosofi kun afgøre, hvad en ting ikke er, og kun efter intersubjektiv målestok. Aldrig hvad den er, da der ikke findes nogen sikker objektiv bedømmelse af noget som helst. Forsøg herpå betegnes som empirisk generalisering, hvilket erfaringen viser at kunne føre til fejlagtige konklusioner. Falsifikation anses således som mere sikker end verifikation . Denne tydelige begrænsning af det videnskabelige erkendelsesområde indeholder til gengæld en høj grad af relativ sikkerhed for de ved gendrevet falsifikation vedtagne teoriers rigtighed. Således kan ingen tro helt afvises. Men denne kan naturligvis kun anerkendes som værende af personlig karakter og altid bero på et frit valg af verdenssyn, hvis tolkning ligger udenfor det intersubjektive erfaringsområde. Den kan derfor i empirisk forstand aldrig komme i betragtning som nogen egentlig videnskabelig teori.
Samtidig kan kategorisering af moderne astrologi som overtro, hvilket er almindeligt indenfor logisk positivisme, ifølge Karl Popper afvises som en i videnskabsfilosofisk forstand ikke-bevislig påstand, da den forsøger at falsificere en teori, der af mangel på mulighed for intersubjektiv erfaring netop ikke er falsificerbar. De manglende forudsætninger for at opstille en videnskabelig teori udelukker samtidig en sikker begrundelse for at kunne afvise astrologien som overtro. Forsøg på at omgås denne regel må således ifølge Popper anses for at være lige så meningsløse som forsøg på at give det pågældende system eller trosform almindeligt anerkendt videnskabelig gyldighed. Det skyldes, at ingen tro kan afvises som andet end tro. Mennesket kender ikke naturen og kan derfor ikke med sikkerhed udtale sig om det såkaldt "overnaturlige". Teoretisk set er intet overnaturligt. Kun videnskabeligt uforklarligt som værende udenfor det intersubjektive erfaringsområde. Det samme gælder i princippet for alle trosformer, som har et verdenssyn, der kan forsvares gennem filosofisk logik.
Forskellen mellem tro og overtro bliver dermed et spørgsmål om logisk begrundelse for frit valg af metafysisk verdenssyn og kan efter Poppers mening aldrig blive et videnskabeligt spørgsmål. Med respekt for det frie valg kan man således frit mene, at ens eget åndelige verdenssyn er den "rigtige" tro, mens det fravalgte kan forkastes som "overtroisk". Men det vil naturligvis altid bero på en personlig vurdering. Mangel på gensidig respekt trosformerne imellem er farlig og medvirkende til at udvikle fanatisk brug af teorier, der hver især udmærket kan være rigtige, men som til syvende og sidst ikke kan bevises. Det er værd at bemærke, at det samme gælder for enhver form for videnskabsteori. Men dog med den væsentlige forskel, at sidstnævntes lovmæssige rigtighed kan bekræftes intersubjektivt. Denne bekræftelse er ifølge Popper den eneste virkelige forskel på tro og videnskab.

## Astrologi som psykologi
Astrologiens værdi i den moderne verden er som sagt "kun" af åndsvidenskabelig betydning og anvendes af moderne astrologer som en holistisk indfaldsvinkel til en alternativ form for psykologi, der kan benævnes kosmopsykologi. Planeterne opfattes ikke længere som overnaturlige guder, men som emanationer af et tidløst, ubevægeligt og uendeligt selv, som alle elementer gennem bevægelse i tid og rum antages at være kun relativt adskilte dele af. Dette selveksisterende selv er uden begyndelse eller slutning, men eksisterer ved egen kraft som en konstant tilblivelse gennem en tidløs evolutionsproces. Astrologi er dermed tæt forbundet med ideen om reinkarnation.
De planetariske stillinger i fødselshoroskopet henviser til evner udviklet i en tidligere tilstand, og horoskopet er kun brugbart til forudsigelse ved en korrekt tolkning af disse kombineret med en viden om personens handlinger i den nuværende situations frie valg. Det kan være overordentligt svært og er ofte behæftet med fejltolkninger. Det skyldes ikke mindst, at selve horoskopet kun er en ramme, der anvendes til at indsætte planeterne i et logisk system eller spil. Dette system er ren fiktion. De 12 tegn indgår i en cirkel på 360 grader delt med 12, hvilket giver hvert tegn 30 grader, som inddeles i fire kvadranter bestemt ud fra jævndøgns og solhvervspunkterne. De har derfor intet at gøre med stjernebillederne, som nogen ellers tror. Et horoskop inddeles ud over de 12 astronomisk fastlagte tegn i 12 såkaldte huse, der antages at repræsentere de 12 tegn. Tre huse i hver kvadrant. Ascendanten eller det såkaldte første hus bestemmes ud fra fødselsøjeblikket og viser starten af første kvadrant i horoskopet. Tilsvarende gælder for, 4, 7 og 10ende hus i forhold til de tre andre kvadranter. Kvadranternes placering i horoskopet har derfor intet at gøre med de astronomiske kvadranter. Disses placering gælder kun for de 12 tegn. Deres placering ligger helt fast. Ligesom de fire punkter for jævndøgn og solhver ligger lige så fast som Jordens drejning om solen. Kvadranterne i horoskopet kan inddeles forskelligt alt efter den ramme, man ønsker at sætte planeterne i. Det er alene planeternes metafysiske virkning, der udgør substansen i astrologien. Deres position på himlen er astronomisk bestemt, men placeringen i horoskopet har kun lidt med med astronomi at gøre. Det er yderst sjældent, at tegn og hus ligger samme sted. Det medvirker til at udvide tolkningsmulighederne. Horoskopet udgør en kosmopsykologisk ramme, der anvendes til at sætte planeterne i et system, der giver mening gennem et symbolsk billede af mennesket placeret i et metafysisk kosmos. Derfor vil en erfaren astrolog kun udtale sig om sandsynligheder og naturligvis undgå at komme med bedrevidende påstande om fremtiden, der i langt de fleste tilfælde nemt kan falsificeres. Det sidste er en væsentlig årsag til, at astrologien klart kan afvises som en eksakt videnskab. Moderne astrologi adskiller sig således kun fra traditionel psykologi ved dens anerkendelse af visse former for metafysisk erkendelsesteori. Dens determinisme er kun gældende hvad fortidige handlinger angår. Mennesket har altid muligheden for gennem det frie valg at ændre et sandsynligt mønster for fremtiden. En moderne astrolog ses derfor mere som en rådgiver end som en spåmand.
Det moderne, kosmopsykologiske syn på astrologi er en form for naturalistisk panteisme, der benytter sig af ideerne om en i naturen forekommende immanent metafysik og bekæmpes på grund af sine monistiske ideer stadig af de ortodokse kirkesamfund, da den ikke som disse sætter noget i metafysisk filosofisk forstand virkeligt dualistisk skel mellem skaber og skabning. Mennesket ses som sin egen skæbnes herre. Det, han har gjort ved andre, har han gjort - og vil fortsat gøre - ved sig selv. Hans glæder og sorger er resultater af tidligere udførte handlinger, og hans fremtid afhænger fuldstændig af, hvordan han vælger at behandle andre og dermed også sig selv.
Verdens tilsyneladende flerhed opfattes som en realistisk illusion i tid og rum skabt ved selvets for opretholdelse nødvendige bevægelse. Denne er af eksistentiel nødvendighed og foregår uden begyndelse eller afslutning, da virkeligheden, der opfattes som uendelig, nødvendigvis må bekræftes af sin endelige modsætning. Alt eksisterende i tid og rum kan således logisk set karakteriseres som en illusion. Den endelige løsning på dette logiske paradoks kaldes selvrealisation eller nirvana. Herved ophæves tilknytningen til omgivelserne, som læses og forsøges tolket gennem horoskopet og planeternes stillinger. Astrologi kan således ses som et illusionsnummer, men denne illusion opfattes dog som relativt virkelig og helt på lige fod med den tilsyneladende verden, der realistisk set kun er selvet og intet andet.